# Karl Malone
Karl Anthony Malone, född 24 juli 1963 i Summerfield, Louisiana, även kallad "The Mailman" för att "han alltid levererar", är en amerikansk före detta basketspelare, som spelade för Utah Jazz i NBA som power forward.
Karl Malone har gjort 36 928 poäng i NBA, vilket är tredje mest poäng genom tiderna. Han spelade tillsammans med point guarden John Stockton, som gjort mest assists, 15 806 stycken, genom tiderna. De två ses som en av de bästa duorna i NBA genom tiderna.

## Landslagskarriär
Karl Malone tog, tillsammans med "Dream team", OS-guld i basket 1992 i Barcelona. Fyra år senare, i Atlanta, tog han ännu ett OS-guld, som blev USA:s elfte basketguld på herrsidan vid olympiska sommarspelen.

## Privatliv
Karl Malone är far till Cheryl Ford, som mellan 2003 och 2009 spelade i Detroit Shock i WNBA.
Det har även genom åren visat sig att Karl Malone har haft flera affärer som resulterat i barn som han under senare tid har tvingats erkänna som sina egna. Bland annat så är han far till Demetrius Bell som nu spelar i NFL. Karl Malone har också erkänt att han under sitt liv lidit av många svåra fobier, bland annat höjdskräck, cellskräck och scatofobi.[källa behövs]